# 爱宕站 (千叶县)
愛宕站（日语：／ Atago eki */?）位於日本千葉縣野田市中野台，是東武鐵道野田線（東武都市公園線）的鐵路車站。車站編號是TD 16。，已於2024年3月3日高架化。

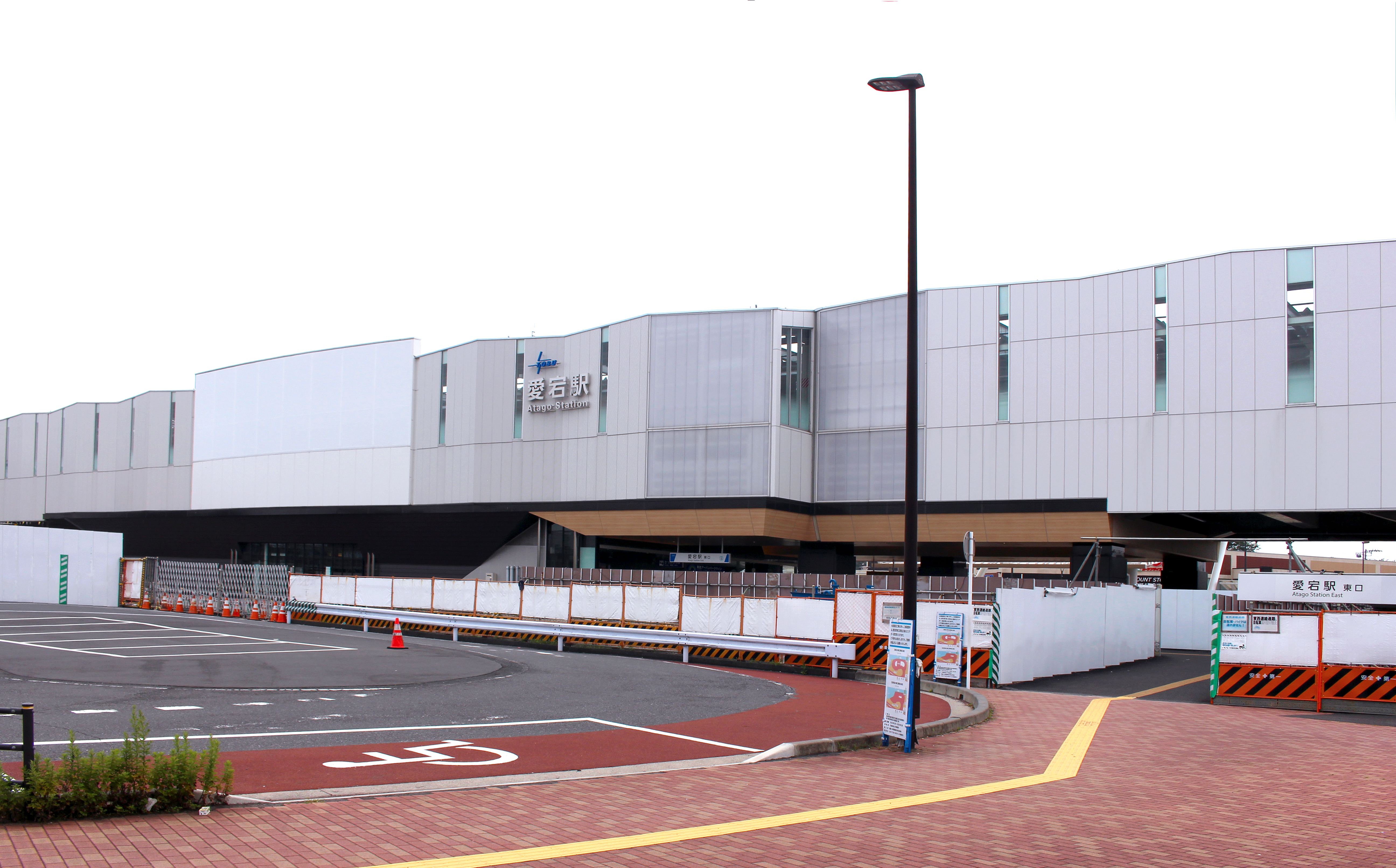
北口（2024年6月）

## 車站結構

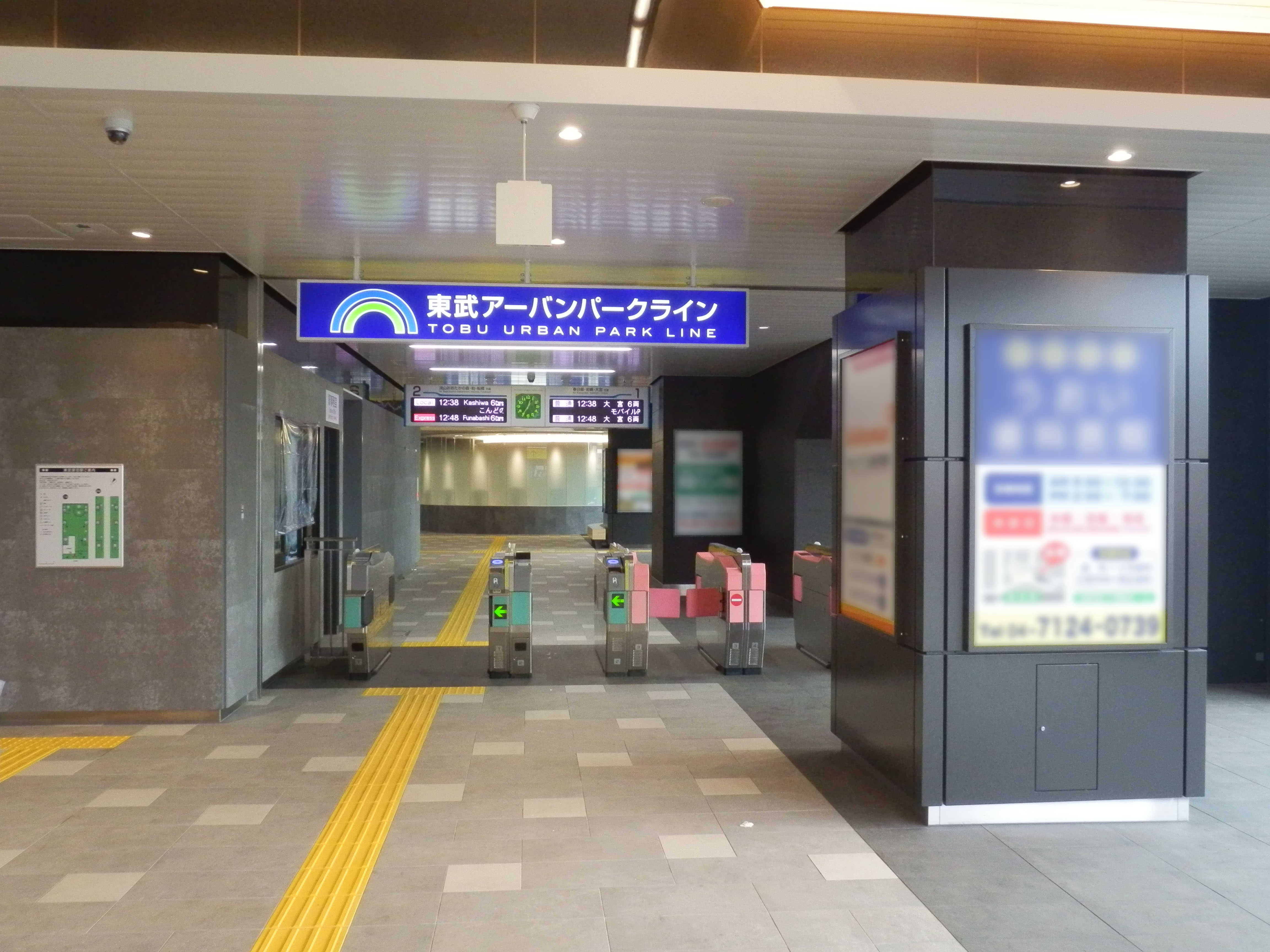
檢票口（2021年3月）

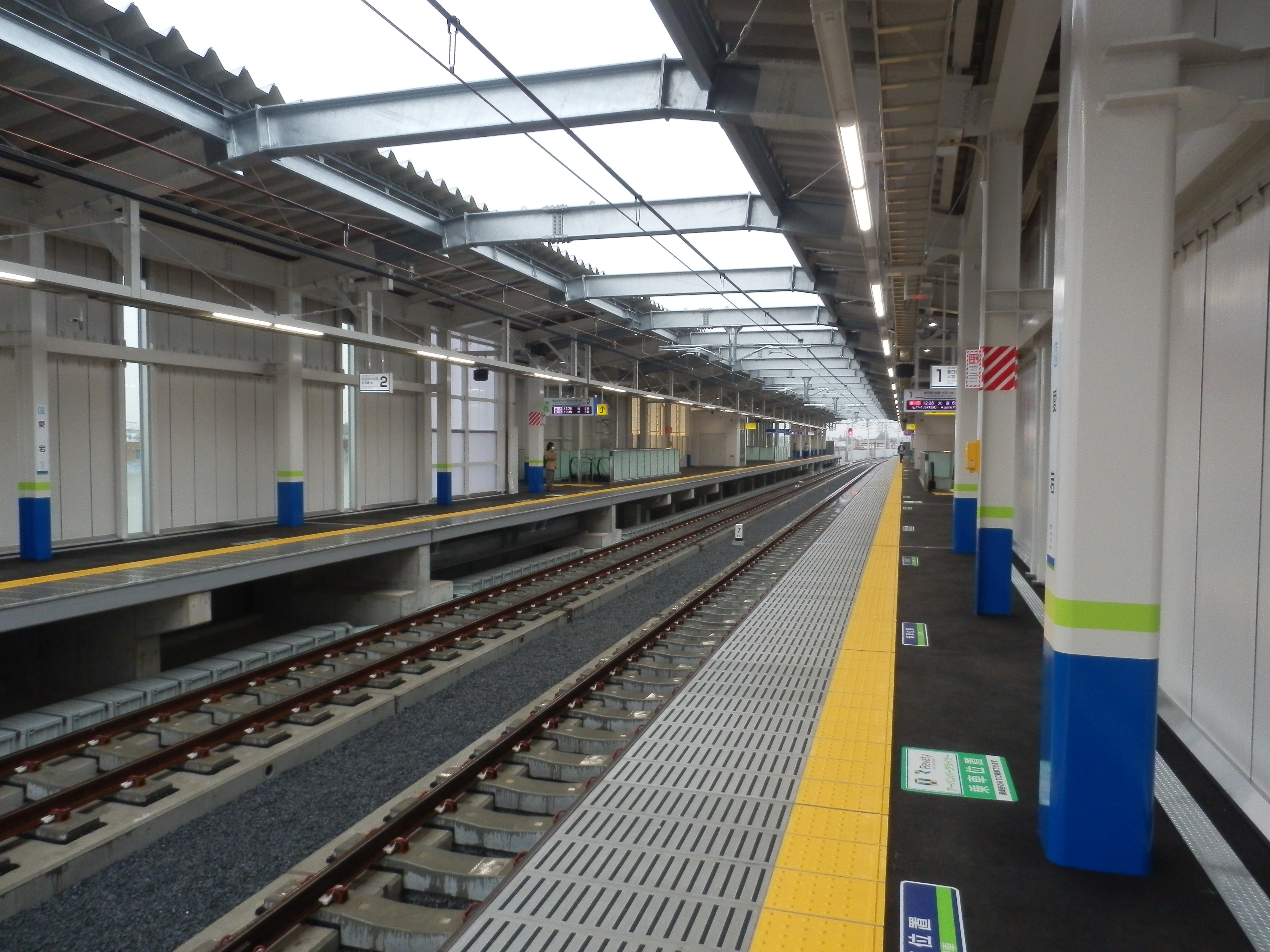
月台（2021年3月）

對向式月台2面2線的高架車站。站舍位於近船橋側的大宮方向月台，與船橋方向月台以跨線天橋聯絡。

### 月台配置
| 月台 | 路線           | 方向 | 目的地                 |
| ---- | -------------- | ---- | ---------------------- |
| 1    | 東武都市公園線 | 上行 | 春日部、岩槻、大宮方向 |
| 2    | 東武都市公園線 | 下行 | 野田市、柏、船橋方向   |

## 使用情況
2016年度1日平均上下車人次為9,549人。
近年1日平均上下、上車人次如下表｡
| 年度               | 1日平均 上下車人次 | 1日平均 上車人次 |
| ------------------ | ------------------ | ---------------- |
| 2001年（平成13年） |                    | 5,144            |
| 2002年（平成14年） |                    | 4,971            |
| 2003年（平成15年） |                    | 4,660            |
| 2004年（平成16年） |                    | 4,524            |
| 2005年（平成17年） | 8,991              | 4,495            |
| 2006年（平成18年） | 9,048              | 4,560            |
| 2007年（平成19年） | 9,492              | 4,667            |
| 2008年（平成20年） | 9,221              | 4,639            |
| 2009年（平成21年） | 9,215              | 4,643            |
| 2010年（平成22年） | 9,202              | 4,629            |
| 2011年（平成23年） | 9,188              | 4,598            |
| 2012年（平成24年） | 9,320              |                  |
| 2013年（平成25年） | 9,445              |                  |
| 2014年（平成26年） | 9,487              |                  |
| 2015年（平成27年） | 9,626              |                  |
| 2016年（平成28年） | 9,549              |                  |

## 相鄰車站
東武鐵道
 東武都市公園線
■急行、■普通
清水公園（TD 15）－愛宕（TD 16）－野田市（TD 17）

## 外部連結
- 愛宕（車站資訊） - 東武鐵道